# Huub Rothengatter
Huub Rothengatter(n. 8 octombrie 1954, Bussum) este un fost pilot neerlandez de Formula 1 care a evoluat în Campionatul Mondial între anii 1984 și 1986.